# Sultan Ahmetmoskee
De Sultan Ahmetmoskee (Turks: Sultan Ahmet Camii) of de Blauwe Moskee is een moskee in Istanboel. De naam "Blauwe Moskee" is hoofdzakelijk internationaal gebruikelijk vanwege de vele blauwe tegels uit het stadje İznik (İznik-keramiek) die te zien zijn aan de binnenkant van de moskee. Van buiten is de moskee grijs van kleur.
De moskee ligt tegenover de Hagia Sophia, en werd tussen 1609 en 1616 in opdracht van sultan Ahmed I gebouwd en is een van de belangrijkste bezienswaardigheden van Istanboel.

## Architectuur
Het gebouw is ontworpen door de Osmaanse architect Sedefhar Mehmet Ağa, leerling van de bouwmeester Mimar Sinan. Hij ontwierp een gebouw met een centrale koepel van 33 meter doorsnee, die omgeven is door een serie halve koepels die een aflopend systeem vormen. Samen met andere koepels van bijgebouwtjes vormt het een symmetrisch geheel van perfecte visuele harmonie, waarin het oog naar de centrale koepel wordt geleid.
De moskee is omgeven door zes minaretten, het op twee na hoogste aantal ter wereld. Het aantal minaretten stond vroeger voor de rijkdom van de financier en omdat de meeste moskeeën er één hebben, sommige twee of uitzonderlijk vier, getuigen zes minaretten van de rijkdom en de wil van de sultan om die rijkdom uit te stralen. De islamitische wereld reageerde hier negatief op, omdat de Al-Masjid al-Haram moskee van de Kaäba er ook zes had. De sultan loste dat probleem op door die moskee een zevende en een achtste minaret te schenken. De Moskee van de Profeet in Medina bezit zelfs tien minaretten.
Het interieur van de Blauwe Moskee is gedecoreerd met 20.000 handgeschilderde tegeltjes in de kleuren blauw, groen en roodbruin. De binnenkant van de moskee is niet geheel blauw, ondanks de bijnaam.
De binnenplaats, bereikbaar vanaf de Hippodroom is even groot als de moskee zelf.
Een blikvanger is de marmeren mihrab (gebedsnis) met fijne gebeeldhouwde sculpturen. Die bevat ook een fragment van de Kaäba van Mekka.